# Selección de fútbol de San Bartolomé
La Selección de fútbol de San Bartolomé es el equipo representativo de esta isla en las competiciones oficiales. No pertenece ni a la FIFA ni a la Concacaf ni a la ConIFA.

## Historia
El primer partido en la historia de la selección de San Bartolomé fue un amistoso contra Saint-Martin jugado de visitante, el 3 de julio de 2010. El resultado final fue una derrota por 3-0. Dos años más tarde, el equipo sanbartolomense enfrentó de local a Guadalupe en un amistoso jugado, el 8 de julio, obteniendo su segunda derrota con un marcador de 1-8.
Habría que esperar hasta abril de 2018 para que el seleccionado tuviera que jugar otro partido, esta vez obteniendo la revancha ante Saint-Martin de local con una victoria de 3-1. De nuevo, San Bartolomé disputaría otro partido en casa un mes después, en esta ocasión contra Sint Maarten, logrando ganar  por 5-3. Su racha de local se perdería al perder contra Anguila por 1-2. El día siguiente, el 28 de julio, como parte del Barth's International Football Festival, la selección jugó contra las Islas Vírgenes Británicas, perdiendo por 3-4.
Un año después, en febrero, los sanbartolomenses empatarían de visita ante Sint Marteen por 1-1. Un mes más tarde, San Bartolomé le ganaría de nuevo a Saint-Martin de local con un resultado final de 4-3.

## Últimos partidos y próximos encuentros
| Fecha      | Ciudad             | Local         | Resultado | Visitante                 | Competición      |
| ---------- | ------------------ | ------------- | --------- | ------------------------- | ---------------- |
| 03-07-2010 | Quartier-d'Orleans | Saint-Martin  | 3:0       | San Bartolomé             | Partido amistoso |
| 08-09-2012 | Saint-Jean         | San Bartolomé | 1:8       | Guadalupe                 | Partido amistoso |
| 29-04-2018 | Saint-Jean         | San Bartolomé | 3:2       | Saint-Martin              | Partido amistoso |
| 26-05-2018 | Saint-Jean         | San Bartolomé | 5:3       | Sint Maarten              | Partido amistoso |
| 27-08-2018 | Saint-Jean         | San Bartolomé | 1:2       | Anguila                   | Partido amistoso |
| 28-08-2018 | Saint- Jean        | San Bartolomé | 3:4       | Islas Vírgenes Británicas | Partido amistoso |
| 23-02-2019 | Philipsburg        | Sint Maarten  | 1:1       | San Bartolomé             | Partido amistoso |
| 17-03-2019 | Saint-Jean         | San Bartolomé | 4:3       | Saint-Martin              | Partido amistoso |
| 04-03-2023 | Saint-Jean         | San Bartolomé | 5:1       | Sint Maarten              | Partido amistoso |
| 10-03-2023 | Quartier-d'Orleans | Saint-Martin  | 3:2       | San Bartolomé             | Partido amistoso |

## Uniformes anteriores
| 2010 | 2018 Local | 2023 Visita |

Fuentes: